# Akoestisch plafond

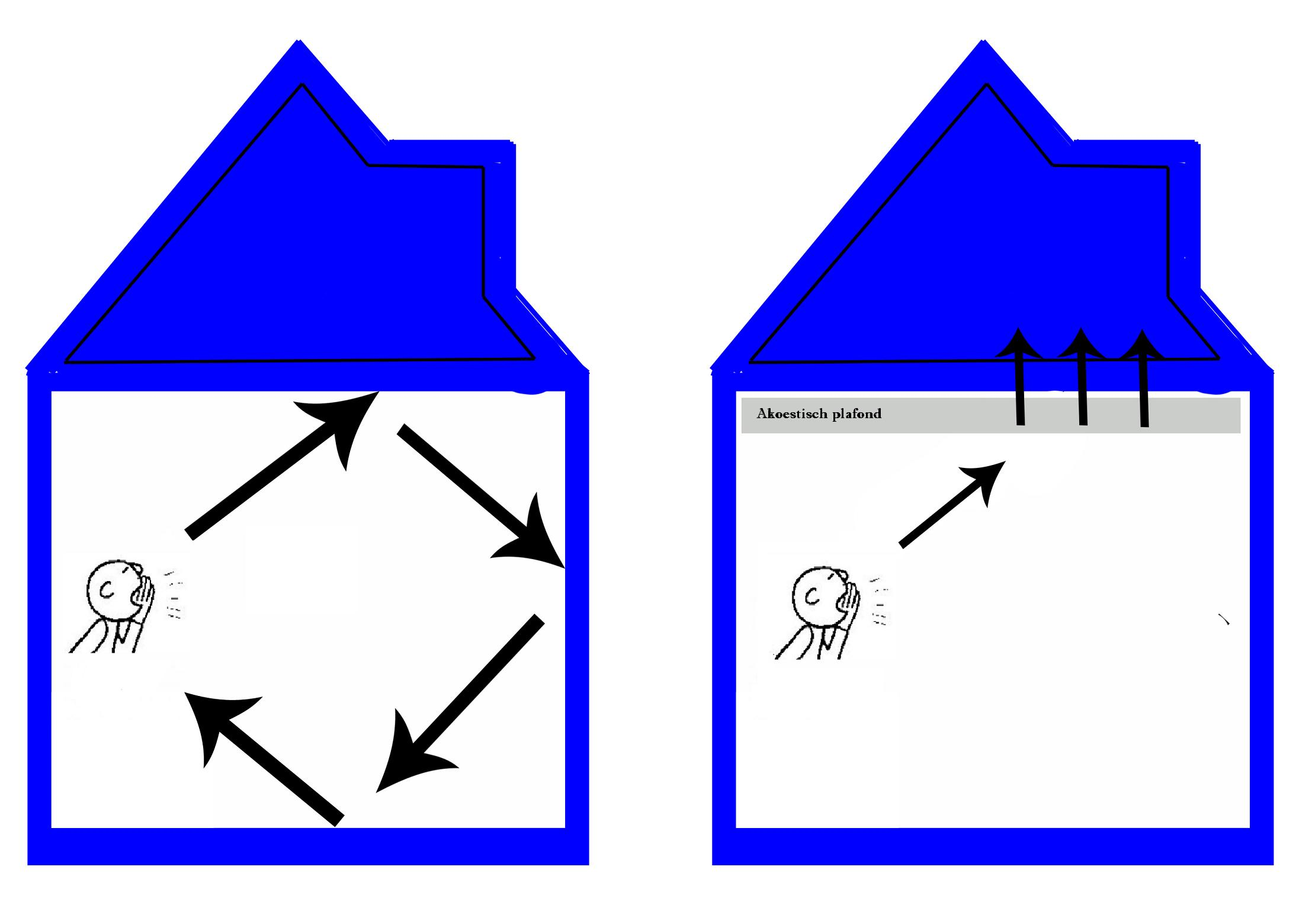

Een akoestisch plafond bestaat uit geluidsabsorberende platen of panelen met de bedoeling de nagalmtijd binnen een ruimte te verlagen, om zo een wenselijke of vereiste akoestiek te creëren. 

## Oorzaken slechte akoestiek
De afwerking van woon-, leef- en werkruimtes bevat soms harde materialen. Natuurstenen of houten vloeren, het gebruik van glas in deuren en ramen en het ontbreken van zachte vloer- en muurtapijten zijn zaken die de akoestiek ongunstig beïnvloeden. Een goede akoestiek is te allen tijde gewenst en er is (in Nederland) een ARBO-wetgeving van kracht die binnen werkruimten een bepaalde akoestiek vereist. Lange nagalmtijden kunnen de verstaanbaarheid binnen een ruimte nadelig beïnvloeden, wat kan leiden tot een slechte werkomgeving.